# Claudi Martí
Claudi Martí (6 de marzo de 1941) es un poeta, escritor y cantautor francés en lengua occitana; concretamente, en dialecto languedociano. A partir de los 80, comienza a utilizar también el francés.

## Biografía
Nace en Carcasona, en la región de Aude (Languedoc), hijo de emigrantes aragoneses. Es maestro de escuela de Couffoulens.
Martí es una de las voces más importantes en la recuperación de la lengua y cultura de Occitania, junto a Joan-Pau Verdier o Mans de Breish, desde que sacó su primer disco en 1969 Occitània!. Su música está influenciada por la Nova Canço catalana y, especialmente, en la canción Diguem no de Raimon. Durante la década de los 70, Claudi Martí componen canciones donde denuncia la represión que sufre la lengua y cultura occitana en Francia, especialmente en el disco Montsegur! (1972). Su ciudad natal, Carcasona, es en numerosas ocasiones su fuente de inspiración. Sin embargo, en el disco Lo camin del solelh (1976) emplea por primera vez el francés en algunas canciones. 
Ya en la década de los 80, Claudi Martí se prodiga poco tanto en la música como en la escritura, aunque si realiza numerosos conciertos. Comienza a cantar en otras lenguas, en concreto en francés, aunque también lo hace en castellano. Hasta 1992 no vuelve a publicar disco Et pourtant elle tourne..., utilizando el francés, y no retoma el occitano hasta 2006 con el disco recopilatorio de canciones suyas Çò milhor y, sobre todo, Tolosa, con canciones nuevas.
Claudi Martí ha escrito novelas, ensayos y poemarios. Al igual que con su música, Martí comienza escribiendo en occitano, para ir sustituyéndolo por el francés en la década de los 80. En los 90, Martí se centra en su obra literaria mayormente.

## Discografía
- Brassens en Oc (2010)
- Tolosa (2008)
- Ço Milhor (2006)
- El jinete (2002)
- Et pourtant elle tourne… (1992)
- Monta vida (1980)
- Lo camin del solelh (1976)
- L'an 01 (1975)
- L'òme esper (1974)
- Lo país que vòl viure (1973)
- Marti (1972)
- Montsegur! (1972)
- Lengadòc roge (1971)
- Occitània! (1969)

## Obra literaria
- Homme d'Oc (ensayo, 1974)
- Claude Marti (biografía, 1974)
- Caminarem (novela, 1978)
- Les petites Espagnes (novela, 1984)
- Ombres et lumière (autobiografía, 1998)
- Carcassone (poesía, 1998)
- Corbières au cœur (imágenes, 1998)
- Trencavel (cómic, 1999)
- Carcassonne au cœur (imágenes, 1999)
- Minervois au cœur (ensayo, 2002)
- L'Olivier ou la résurrection de l'éternel (poesía, 2003)
- Terres cathares (poesía, 2007)